# Max Walscheid
Maximilian "Max" Walscheid (Neuwied, 13 de juny de 1993) és un ciclista alemany. Actualment corre a l'equip Team Jayco AlUla.
A començaments de la temporada de 2016, mentre s'entrenava juntament amb el seu equip per la Marina Alta, un cotxe, en direcció contrària, el va atropellar juntament amb cinc dels seus companys al terme de Benigembla.
En el seu palmarès destaca el Tour de Münster de 2018, el Circuit de Houtland de 2019 i el Gran Premi de Denain de 2022, a banda de diverses etapes en curses d'una setmana.

## Palmarès en ruta
- 2014
  -  Campió d'Alemanya en ruta sub-23
  - Vencedor de 2 etapes al Tour de Berlín
- 2015
  - 1r a la Kernen Omloop Echt-Susteren
  - Vencedor d'una etapa al Tour de Berlín
- 2016
  - Vencedor de 5 etapes al Tour de Hainan
- 2017
  - Vencedor d'una etapa a la Volta a Dinamarca
- 2018
  - 1r al Tour de Münster
  - Vencedor d'una etapa al Tour de Yorkshire
- 2019
  - 1r al Circuit de Houtland
- 2020
  - Vencedor de 2 etapes al Tour de Langkawi
- 2022
  - 1r al Gran Premi de Denain
- 2024
  - 1r al Circuit de Houtland

### Resultats a la Volta a Espanya
- 2018. 156è de la classificació general
- 2019. 137è de la classificació general

### Resultats al Tour de França
- 2020. 134è de la classificació general
- 2021. 121è de la classificació general
- 2022. No surt (16a etapa)

### Resultats al Giro d'Itàlia
- 2021. 124è de la classificació general
- 2024. 127è de la classificació general